# روتشيلد (ويسكونسن)
روتشيلد (بالإنجليزية: Rothschild, Wisconsin)‏ هي بلدة تقع في الولايات المتحدة في مقاطعة ماراثون. يقدر عدد سكانها بـ 5,269 نسمة ومساحتها 17.87 كم2 وترتفع عن سطح البحر 365 متر.

## التركيبة السكانية
قام مكتب تعداد الولايات المتحدة بتحديد بيانات التركيبة السكانية لروتشيلد في تعداد الولايات المتحدة. في ما يلي، التركيبة السكانية حسب تعدادي 2000 و2010.

### تعداد عام 2000
بلغ عدد سكان روتشيلد 4,970 نسمة بحسب تعداد عام 2000، وبلغ عدد الأسر 1,922 أسرة وعدد العائلات 1,406 عائلة مقيمة في القرية. في حين سجلت الكثافة السكانية 763.1 نسمة لكل ميل مربع (294.6/كم2). وبلغ عدد الوحدات السكنية 1,988 وحدة بمتوسط كثافة قدره 305.2 نسمة لكل ميل مربع (117.8/كم2).
وتوزع التركيب العرقي للقرية بنسبة 96.16% من البيض و 0.28% من الأمريكيين الأصليين و 2.88% من الأمريكيين ذوي الأصول الآسيوية و 0.02% من سكان جزر المحيط الهادئ و 0.28% من الأمريكيين الأفارقة و 0.30% من عرقين مختلطين أو أكثر.
بلغ عدد الأسر 1,922 أسرة كانت نسبة 34.5% منها لديها أطفال تحت سن الثامنة عشر تعيش معهم، وبلغت نسبة الأزواج القاطنين مع بعضهم البعض 62.7% من أصل المجموع الكلي للأسر، ونسبة 7.5% من الأسر كان لديها معيلات من الإناث دون وجود شريك، وكانت نسبة 26.8% من غير العائلات. تألفت نسبة 21.9% من أصل جميع الأسر من أفراد ونسبة 8.7% كانوا يعيش معهم شخص وحيد يبلغ من العمر 65 عاماً فما فوق. وبلغ متوسط حجم الأسرة المعيشية 3.01، أما متوسط حجم العائلات فبلغ 2.56.
بلغ العمر الوسطي للسكان 38 عاماً. وكانت نسبة 26.4% من القاطنين تحت سن الثامنة عشر، وكانت نسبة 6.8% بين الثامنة عشر والأربعة وعشرون عاماً، ونسبة 28.8% كانت واقعةً في الفئة العمرية ما بين الخامسة والعشرون حتى والأربعة وأربعون عاماً، ونسبة 25.6% كانت ما بين الخامسة والأربعون حتى الرابعة والستون، ونسبة 12.4% كانت ضمن فئة الخامسة والستون عاماً فما فوق. يوجد لكل 100 أنثى 99.1 ذكر، ويوجد لكل 100 أنثى في الثامنة عشر من عمرها فما فوق 94.9 ذكر.
بلغ متوسط دخل الأسرة في القرية 50,543 دولار، أما متوسط دخل العائلة فبلغ 58,149 دولار. وكان متوسط دخل الذكور 37,468 دولار مقابل 25,439 دولار للإناث. وسجل دخل الفرد الخاص بالقرية 22,236 دولار. وكانت نسبة 2.6% من العائلات ونسبة 4.0% من السكان تحت خط الفقر، وكان من هؤلاء نسبة 0.2% تحت سن الثامنة عشر ونسبة 11.0% في الخامسة والستين من العمر وما فوق.

### تعداد عام 2010
بلغ عدد سكان روتشيلد 5,269 نسمة بحسب تعداد عام 2010، وبلغ عدد الأسر 2,199 أسرة وعدد العائلات 1,465 عائلة مقيمة في القرية. في حين سجلت الكثافة السكانية 806.9 نسمة لكل ميل مربع (311.5/كم2). وبلغ عدد الوحدات السكنية 2,332 وحدة بمتوسط كثافة قدره 357.1 لكل ميل مربع (137.9/كم2).
وتوزع التركيب العرقي للقرية بنسبة 93.9% من البيض و 0.3% من الأمريكيين الأصليين و 3.8% من الأمريكيين ذوي الأصول الآسيوية و 0.5% من الأمريكيين الأفارقة و 1.3% من عرقين مختلطين أو أكثر.
بلغ عدد الأسر 2,199 أسرة كانت نسبة 28.2% منها لديها أطفال تحت سن الثامنة عشر تعيش معهم، وبلغت نسبة الأزواج القاطنين مع بعضهم البعض 55.2% من أصل المجموع الكلي للأسر، ونسبة 7.3% من الأسر كان لديها معيلات من الإناث دون وجود شريك، بينما كانت نسبة 4.2% من الأسر لديها معيلون من الذكور دون وجود شريكة وكانت نسبة 33.4% من غير العائلات. تألفت نسبة 27.8% من أصل جميع الأسر من أفراد ونسبة 10.3% كانوا يعيش معهم شخص وحيد يبلغ من العمر 65 عاماً فما فوق. وبلغ متوسط حجم الأسرة المعيشية 2.90، أما متوسط حجم العائلات فبلغ 2.38.
بلغ العمر الوسطي للسكان 41.8 عاماً. وكانت نسبة 22.4% من القاطنين تحت سن الثامنة عشر، وكانت نسبة 7.1% بين الثامنة عشر والأربعة وعشرون عاماً، ونسبة 25.1% كانت واقعةً في الفئة العمرية ما بين الخامسة والعشرون حتى والأربعة وأربعون عاماً، ونسبة 29.2% كانت ما بين الخامسة والأربعون حتى الرابعة والستون، ونسبة 16.1% كانت ضمن فئة الخامسة والستون عاماً فما فوق. وتوزع التركيب الجنسي للسكان بنسبة 49.4% ذكور و50.6% إناث.